# De Rode Hond
De Rode Hond was een Vlaamse homogroep, opgericht op 8 januari 1973 in Gent, als een radicale afsplitsing van de Gentse Studentenwerkgroep Homofilie (GeSWH). De vereniging, geleid door Dirk Cantillon, was geïnspireerd door de internationale gay liberation-beweging en streefde naar een revolutie tegen heteronormatieve en kapitalistische structuren. De Rode Hond stond bekend om haar militante, confrontatiegerichte acties en het activistische tijdschrift "De Plaag". De groep bleef echter maar enkele maanden bestaan en werd in 1976 opgevolgd door De Rooie Vlinder.

## Oprichting
In de vroege jaren '70 ontrolde de gay liberation-beweging zich doorheen Europa en de Verenigde Staten. Deze stroming keerde zich tegen het idee dat homo's en lesbiennes zich moesten integreren in een hetero-maatschappij en ijverden daarentegen voor een revolutie waarbij traditionele normen rondom gender, seksualiteit en liefde op de schop moesten. Volgens hen was homoseksuele discriminatie geworteld in de maatschappelijke structuur, waardoor bevrijding enkel kon plaatsvinden mits de omverwerping van de burgerlijke, kapitalistische maatschappij.
De ideeën van deze beweging vonden in Vlaanderen het snelst ingang bij de Gentse Studentenwerkgroep Homofilie (GeSWH). Deze vereniging onderhield contacten met tal van emancipatorische organisaties, waaronder ook buitenlandse gay liberation-groepen, zoals het Londense GLF, het Franse FHAR, alsook het Brusselse Mouvement homosexuel d'action révolutionnaire (MHAR). Doordat sommige leden er steeds radicalere overtuigingen aan overhielden, ontstond er uiteindelijk een onhoudbare interne breuklijn. Eind 1972 splitsten een losse groep van twaalf mensen, onder leiding van de 21-jarige Dirk Cantillon, zich af en richtten ze De Rode Hond op. Op 8 januari 1973 werd de groep formeel opgericht als vzw. De twee groepen zouden wel constructieve gesprekken blijven voeren en vonden elkaar ook in acties.
De oprichting van De Rode Hond was een reactie op de behoefte aan een meer militante, confrontatiegerichte en politiek georiënteerde aanpak binnen de homobeweging. De naam "De Rode Hond" weerspiegelt deze radicale houding, waarbij 'rood' verwijst naar de linkse politieke instelling van de groep en 'hond' een knipoog is naar zowel hun outcast-positie als de ironische verwijzing naar homoseksualiteit als een ziekte. De groep werd ook lid van de Internationale Homosexuelle Révolutionnaire (I.H.R.), een netwerk van radicale homobewegingen, zoals het FHAR, die in verschillende landen actief waren.

## Activiteiten en campagnes
De Rode Hond organiseerde tal van activiteiten en campagnes, variërend van sociale evenementen tot politieke acties en bewustmakingscampagnes. Toch bleef het bediscussiëren van standpunten een van hun voornaamste activiteiten. Het café Bombazijn op de Blandijnberg fungeerde hierbij als ontmoetingsplek voor de leden.
Denkers van de groep beschouwden de maatschappelijke structuur, waaronder het kapitalisme, het patriarchaat, het gezin en de heteronorm als reden voor de onderdrukking van tal van minderheidsgroepen. Daarom verklaarden zij zich solidair met o.a. de vrouwen- of abortusbeweging. De groep sloot zich bijvoorbeeld aan bij het Gents Abortuskomitee en was initiatiefnemer van een manifestatie bij de abortusbetoging van 24 maart 1973 in Gent, waar zij deelnamen met een spandoek waarop stond: "Ook homo’s van het I.H.R. eisen zelfbeschikkingsrecht voor elke vrouw". Ook het GeSWH, het Antwerpse Gespreks- en Onthaalcentrum en de Luikse en Brusselse afdelingen van Mouvement Homosexuel d'Action Révolutionaire namen deel aan hun actie. Dit moment staat bekend als de allereerste keer dat homo's en lesbiennes in België zichtbaar als groep de straat opkwamen.
De groep publiceerde ook het activistische krantje De Plaag, naar Le Fléau Social, waarvan slechts twee nummers verschenen. Dit tijdschrift diende als platform voor hun radicale ideeën en vertaalde werken van de Franse Front Homosexuel d'Action Révolutionnaire (FHAR), zoals het bekende manifest Rapport Contre la Normalité. De inhoud van De Plaag varieerde van politieke manifesten en vertalingen van buitenlandse teksten tot persoonlijke verhalen en oproepen tot actie. Het tijdschrift was bedoeld om de gemeenschap te informeren, te mobiliseren en te provoceren.
De groep plande op 27 juni 1973 een internationale homodag en in oktober een tweedaags internationaal homocongres, maar door het uiteenvallen van de groep werden deze toekomstplannen opgeborgen. Het zou nog duren tot 1978 vooraleer een eerste homodag zou doorgaan, georganiseerd door hun 'opvolger', De Rooie Vlinder.

## Veroordeling
De laatste verwezenlijking van De Rode Hond betreft een spraakmakende actie eind april 1973 waarbij provocerende slogans werden aangebracht op enkele openbare gebouwen in Gent, waaronder de academie, het gebouw van de GeSWH, het justitiepaleis, het provinciaal gouvernement en het bisschoppelijk paleis. Enkele slogans waren "Homoseks is leutig", "Geen ghettoseks" en "Homo’s de straat op".
Deze actie leidde echter tot de arrestatie en ondervraging van vier leden van De Rode Hond, die vervolgens werden veroordeeld tot 14 dagen gevangenisstraf en een boete van 6000 frank. Als reactie tegen de uitspraak riep het Politiek Konvent de Gentse studenten op tot protest. De veroordeling werd later in beroep opgeschort, maar deze gebeurtenis markeerde het begin van het einde voor de groep.

## Ontbinding
Net als vele andere gay liberation-groepen was De Rode Hond een kort leven beschoren. Midden 1973 hield de groep al op met bestaan. Dit had te maken met hun gebrek aan structuur, chaotisch karakter en de veroordeling van enkele leden als gevolg van hun spuitactie van protestslogans. Toch heeft de groep een significante impact gehad en bleef de herinnering aan de groep levend dankzij hun vele acties en het brede netwerk dat ze hadden opgebouwd.
Enkele leden van de groep namen in 1976 het initiatief om een nieuwe radicale groep op te richten, zijnde de socialistisch-feministische actiegroep De Rooie Vlinder met kernen in Antwerpen en Gent. Deze groep zou nog tot 1981 bestaan en er in slagen om homoseksualiteit in de kijker te zetten op een radicale manier.